# Galumna kazakhstani
Galumna kazakhstani är en kvalsterart som beskrevs av Krivolutskaja 1952. Galumna kazakhstani ingår i släktet Galumna och familjen Galumnidae. Inga underarter finns listade i Catalogue of Life.